# Condado de Scott (Arkansas)
El condado de Scott (en inglés: Scott County), fundado en 1833, es un condado del estado estadounidense de Arkansas. En el año 2000 tenía una población de 10 996 habitantes con una densidad poblacional de 4.73 personas por km². La sede del condado es Waldron.

## Geografía
Según la Oficina del Censo, el condado tiene un área total de 2325 km² (897,7 mi²), de la cual 2315 km² (893,8 mi²) es tierra y 10 km² (3,9 mi²) es agua.

### Condados adyacentes
- Condado de Sebastian (noroeste)
- Condado de Logan (noreste)
- Condado de Yell (este)
- Condado de Montgomery (sureste)
- Condado de Polk (sur)
- Condado de Le Flore, Oklahoma (oeste)

### Ciudades y pueblos
- Mansfield
- Waldron

## Mayores autopistas
- U.S. Highway 71
- U.S. Highway 270
- Estatal 23
- Carretera 28
- Highway 70
- Estatal 80